# موتسالائول
موتسالائول (به لاتین: Mutsalaul) یک منطقهٔ مسکونی در روسیه است که در داغستان واقع شده‌است.